# Моран, Рубен
Рубе́н Мора́н (исп. Rubén Morán; 6 августа 1930, Монтевидео — 3 января 1978, Монтевидео) — уругвайский футболист, нападающий.

## Биография
Почти всю свою карьеру Рубен Моран провёл в составе одного клуба, «Серро», благодаря чему относится к числу одних из наиболее почитаемых болельщиками «Серро» футболистов за всю историю. В 1960 году, когда Моран завершал свою карьеру, клуб сумел занять второе место в чемпионате Уругвая — до того за всё время карьеры Морана на первых двух строчках по итогам чемпионата неизменно оказывались исключительно «Пеньяроль» и «Насьональ». В 1954 году играл за «Дефенсор».
Моран попал в сборную Уругвая незадолго перед чемпионатом мира 1950 года. Рубен был молодым игроком и вплоть до решающей игры против Бразилии (Мараканасо) сидел в запасе. Однако тренеру Хуану Лопесу пришлось заменить левого крайнего форварда Видаля, который получил травму. Это был рискованный шаг, поскольку Морану ещё не исполнилось и 20 лет.
Так описывает эту ситуацию Лопес:

Перед финалом это было самое трудное для меня — сказать Эрнесто, что он не будет играть. Видаль не хотел пропустить финал. Я видел, что он расстроен, но избежал объяснений, предоставив ему пережить всё одному. Впоследствии он согласился с моим решением

Рубен Моран достойно сыграл в решающей игре и внёс свой вклад в победу сборной Уругвая (2:1).

## Титулы
- Чемпион мира: 1950
- Вице-чемпион Уругвая: 1960